# Jeff Tutuana
Jeff Tutuana (Kinshasa, 20 marzo 1982) è un ex calciatore congolese (Repubblica Democratica del Congo), di ruolo attaccante.

## Statistiche

### Cronologia presenze e reti in nazionale
| Cronologia completa delle presenze e delle reti in nazionale ― RD del Congo | Cronologia completa delle presenze e delle reti in nazionale ― RD del Congo | Cronologia completa delle presenze e delle reti in nazionale ― RD del Congo | Cronologia completa delle presenze e delle reti in nazionale ― RD del Congo | Cronologia completa delle presenze e delle reti in nazionale ― RD del Congo | Cronologia completa delle presenze e delle reti in nazionale ― RD del Congo | Cronologia completa delle presenze e delle reti in nazionale ― RD del Congo | Cronologia completa delle presenze e delle reti in nazionale ― RD del Congo |
| Data                                                                        | Città                                                                       | In casa                                                                     | Risultato                                                                   | Ospiti                                                                      | Competizione                                                                | Reti                                                                        | Note                                                                        |
| --------------------------------------------------------------------------- | --------------------------------------------------------------------------- | --------------------------------------------------------------------------- | --------------------------------------------------------------------------- | --------------------------------------------------------------------------- | --------------------------------------------------------------------------- | --------------------------------------------------------------------------- | --------------------------------------------------------------------------- |
| 20-8-2002                                                                   | Blida                                                                       | Algeria                                                                     | 1 – 1                                                                       | RD del Congo                                                                | Amichevole                                                                  | -                                                                           |                                                                             |
| 25-8-2002                                                                   | ?                                                                           | Rep. del Congo                                                              | 1 – 3                                                                       | RD del Congo                                                                | Amichevole                                                                  | 1                                                                           |                                                                             |
| 8-9-2002                                                                    | Misurata                                                                    | Libia                                                                       | 3 – 2                                                                       | RD del Congo                                                                | Qual. Coppa d'Africa 2004                                                   | -                                                                           | 81’                                                                         |
| 20-6-2004                                                                   | Kinshasa                                                                    | RD del Congo                                                                | 3 – 2                                                                       | Burkina Faso                                                                | Qual. Mondiali 2006                                                         | -                                                                           | 48’                                                                         |
| Totale                                                                      |                                                                             | Presenze                                                                    | 4                                                                           |                                                                             | Reti                                                                        | 1                                                                           |                                                                             |

## Palmarès

### Club

#### Competizioni nazionali
- Campionato congolese (Repubblica Democratica del Congo): 1

Vita Club: 2003